# Mickey Appleman
Mickey Appleman (* 15. Juli 1945 in Brooklyn, New York City, New York) ist ein professioneller US-amerikanischer Pokerspieler. Er ist vierfacher Braceletgewinner der World Series of Poker.

## Persönliches
Appleman wuchs auf Long Island auf, wo er sich sportlich betätigte und studierte. Danach zog er nach Washington, D.C., wo er in einer Entzugsanstalt arbeitete. Appleman finanzierte das Geld, das ihm für das Pokerspiel zur Verfügung stand, durch gewonnene Sportwetten.

## Pokerkarriere

### Werdegang
Appleman spielte 1975 erstmals bei der World Series of Poker in Las Vegas. In über 40 Jahren bei der Turnierserie gewann er vier Bracelets und kam einige Male beim Main Event unter die besten 25 Spieler. Sein bestes Ergebnis im Main Event erzielte er 1987, als er Achter wurde.
Insgesamt hat sich Appleman mit Poker bei Live-Turnieren über 1,5 Millionen US-Dollar erspielt.

### Braceletübersicht
Appleman kam bei der WSOP 49-mal ins Geld und gewann vier Bracelets:
| Jahr | Buy-in (in $) | Turnier                | Teilnehmer | Preisgeld (in $) |
| ---- | ------------- | ---------------------- | ---------- | ---------------- |
| 1980 | 1000          | Seven Card High/Low    | 051        | 030.600          |
| 1992 | 5000          | Deuce to Seven Lowball | 053        | 119.250          |
| 1995 | 5000          | Limit Hold’em          | 117        | 234.000          |
| 2003 | 2500          | Pot Limit Hold’em      | 214        | 147.280          |